# Асселарский человек
Асселарский или асселярский человек — условное название древнего человека, возраст которого оценивается в 6500 — 6900 лет до настоящего времени и который многими учеными считается первыми найденными останками представителя негроидной расы.
Найден 20 декабря 1927 года французским путешественником и исследователем Сахары Теодором Моно совместно с французским учёным Владимиром Беснаром во время обследования плоскогорья Адрар-Ифорас на юге Сахары, в Северном Мали (в области Кидаль) близ форта Асселар (Асселяр). Найденный почти полный мужской скелет человека был назван ими «асселярским человеком». Время его существования ориентировочно относят к концу мезолита.
Практически все его признаки типичны для западноафриканских негроидов: очень длинный, высокий, узкий череп, прямой лоб с большими лобными буграми, умеренное надбровье, низкое и широкое лицо, слабая профилировка скул, очень низкие квадратные глазницы, уплощённое переносье, очень широкий слабо выступающий нос, прогнатизм, высокий рост и удлинённые пропорции. В сравнении со средней негрской расы у асселярского человека лишь чуть более угловата форма глазниц, больше выступает спинка носа и довольно массивны скуловые кости, но все эти черты вполне вписывается в пределы индивидуальной изменчивости.
Череп из Асселяра имеет отчетливо выраженный ступенчатый прикус, характерный для европейских кроманьонцев и нехарактерный для современных негрских черепов. Ряд черт в строении лицевого скелета сближает череп из Асселяра с черепами негроидов Гримальди. Асселярский человек был довольно высок, около 170 см.
Точная датировка жизни асселарского человека не представляется возможной из-за чрезмерной минерализации скелета, но стратиграфические исследования показывают точку в начале голоцена между 10000 и 7500 лет до н.д.
Хранится в Институте палеонтологии человека в Париже.